# Душан Николић Сима
Душан Б. Николић Сима (Шабац, 1938 — Шабац, 1998) био је српски сликар.

## Биографија
Рођен је 15. марта 1938. године у Шапцу. Завршио је основну школу и гимназију у Шапцу, а Филозофски факултет у Београду, на одсеку за историју уметности. Бавио се педагошким радом. Радио је као професор уметности на Педагошкој академији и Вишој школи за образовање васпитача у Шапцу. Био је члан УЛУС-а и УЛУСШ-а.
Опус Николићевог ликовног стваралаштва,  прилично је уједначен и може се груписати у неколико сегмената. Они се међусобно надовезују, појављују од маргиналних до доминантних позиција, и заправо указују на континуитет који повезује све фрагменте у једну ликовно промишљену целину.
На питање зашто су зебре најчешћи мотив на његовим сликама, Николић је својевремено одговорио да се увек у себи смејао сликарима са срцепарајућим називима слика или чак целим текстовима који “објашњавају”  ауторов поглед и став. “Мислим да то није поштено у односу на посматрача јер наметљиво каналише и усмерава његово поимање слике. (...) Зебре, по мом мишљењу, пружају велику ликовну могућност: ем су живе, немирне, напете – ем колористички раскошне. Значи да никаква сентиментална везаност за ту врсту није у питању (и поред велике љубави према животињама) већ чисто ликовни моменат”, навео је Николић у тексту за каталог изложбе у галерији Дома омладине у Шапцу 1985. године.
Николић је био ангажован и у области теорије и педагогије. Писао је ликовне критике, текстове о изложбама Октобарског салона, есеје о уметности, новинске чланке, афоризме, песме... Неретко је говорио на отварањима изложби својих колега, Слободана Пеладића, Косте Богдановића, Зорана Симића, Љиљане Блажеске.  Међу његовом писаном заоставштином нашао се и текст који се бави анализом новије архитектуре Шапца, што указује на широк распон интересовања и знања овог уметника.
Мање је познато да се Душан Николић Сима бавио и писањем поезије за децу. У издању Издавачке куће "Драганић" 1997. појавила се збирка песама "Остао бих дете".  Наш познати критичар у области литературе за децу, Воја Марјановић у рецензији наводи следеће:  "...Иако прва, Николићева збирка песама доноси стихове занатски избрушене и обликоване у рими, ритму, версу уопште; дакле, у једној занимљивој и коректној архитектури мишљења и певања. In summa: збирка Остао бих дете Душана Николића Симе пријатно је изненађење у српској поезији за децу и младе. Нема сличних покушаја у смислу исповедности и упитаности дечјег бића на овакав начин како је то учинио песник Николић. Стога, понеке од песама из ове збирке могу стати равноправно уз стихове афирмисаних поета." 

КАКО ДА САЗНАМ...
Нешто ме мучи – стид ме да питам,

прочитао бих – да знам да читам.

Зашто се голуб и голуб љубе?

Ко ли зубару поправља зубе?

Зашто ли меда зиму преспава?

Што тату често заболи глава?

Зашто се сунце поново рађа?

Зашто по сувом не плови лађа?

Ко нам то мења годишња доба?

И што се пиво прво не проба

већ га сви пију онакво горко,

једном смо пробали ја и Борко.
Имам питања још преко триста

и сва су важна и тешка – иста.

Само што не знам да ли да питам

ил’ да полако учим да читам.

ШТА ЛИ ЖИВОТИЊЕ О НАМА МИСЛЕ!
Слушам старијих вечите приче:

неки им људи на свашта личе.

За једног кажу – кô ћуран важан,

за неког да је као коњ снажан.

За трапавога – слон је прави,

ил’ – тај кô мајмун нема у глави.

Неко је опет испао овца.

За жену – да им вечито квоца.

За ученика – кô мрав је вредан,

други не слуша – магарац један.

Зашто некога и то мучи

као папагај што трећи учи?

Шта ли је само мама хтела

кад рече да сам бистар кô пчела?

Верујте, све бих на свету дао,

прошле би муке што су ме стисле

када бих једном само сазнао

шта животиње о нама мисле.

СНЕГ У БОЈИ
Долази зима, сва снежна, бела,

са пахуљама крупним у лету...

ал’ што у једној боји цела

и свуда иста, у целом свету?
Ко ли је први, да ми је знати,

баш све бело обукао зими?

Можда је децу требало звати

да своје жеље кажемо и ми.
Сигурно да би – ту сумње нема –

додали снегу нијансу коју,

па би отпала и та дилема

да ли му дати и другу боју.
И замислите три–четир брега,

сваки у другој боји снега,

можеш да бираш по својој вољи

да ли је жути од плавог бољи.

Душан Николић Сима оставио је траг у средини где је радио и стварао. Љубав према ликовној уметности наследио је његов син Бранислав, који се бави скулптуром, сликарством, дизајном и кустоским радом.

## Самосталне изложбе
- 1965.  Галерија Народног музеја, Шабац
- 1977.  Галерија Народног музеја, Шабац
- 1977.  Галерија Kоларчевог народног универзитета, Београд
- 1978.  Галерија Дома омладине  "Вера Благојевић", Шабац
- 1979. Графички колектив, Београд
- 1981. Галерија Народног музеја, Шабац
- 1982. Галерија Дома омладине  "Вера Благојевић",  Шабац
- 1982.  Галерија "Стара апотека",  Лозница
- 1985.  Галерија Дома омладине  "Вера Благојевић",  Шабац
- 1988. Галерија Дома омладине  "Вера Благојевић",  Шабац
- 1988. Народно позориште, Земун
- 1995. Kултурни центар, Београд
- 1995. Kултурни центар, Нови Сад
- 1995.  Галерија Народног музеја, Шабац
- 1997. Галерија Дома омладине "Вера Благојевић",  Шабац

## Групне изложбе
- 1964.  Изложба студената историје уметности, Београд
- 1970.  Међурепублитка изложба Брчко, Жупања, Шабац
- 1972. "Сава 72", Жупања, Винковци, Шид, Вуковар, Сремска Митровица, Зворник, Бијељина, Лозница, Богатић, Шабац
- 1975.  Изложба са ученицима Школе за KВ раднике, Шабац
- 1977. "Београд инспирација сликара“, Београд

"Београд на сликама ликовних уметника", Сплит, Хрватска
Изложба шабачких сликара, Београд
- 1978.  УЛУС-ова мајска изложба сликара, Београд
- 1979.  Галерија "Пинки", Отворени октобарски салон, Земун
- 1982.  "Ликовна уметност у Шапцу 1900-1980", Народни музеј, Шабац

"Ликовна уметност у Шапцу 1900-1980", Народни музеј, Београд
- 1983. "Цртеж и мала пластика", Уметнички павиљон Цвијета Зузорић, Београд

"Пролећна изложба УЛУС-а", Београд
- 1984. "Изложба радова ликовних педагога Србије“, Педагошки музеј, Београд

"Нови чланови УЛУС-а“, Београд, Мајданпек, Смедерево
" Јесења изложба УЛУС-а",  Београд
- 1985. Ликовно стваралаштво МЗ ,Доњи шор", Шабац

Ликовни ствараоци Подрињско-колубарског региона, Шабац
- 1987. Радови ликовних педагога Србије, Педагошки музеј, Београд

"Наставници и ученици Шабачке гимназије ликовни уметници“, Народни музеј, Шабац
- 1989. “Уметници за препород Србије“, Народни музеј, Шабац
- 1990.  "Професори, сарадници и ученици Учитељске школе", Народни музеј, Шабац

"Сликари - дародавцима", Уметнички павиљон Цвијета Зузорић, Београд
- 1993.  30 година ликовног стваралаштва 1963-1993", Дом културе, Шабац